# Ahmedou Ould-Abdallah
Ahmedou Ould-Abdallah, né le 21 novembre 1940, est un diplomate mauritanien et ancien haut fonctionnaire des Nations unies.

## Carrière
Après avoir fait ses études secondaires à Dakar au Sénégal, Ould-Abdallah étudie l'économie à l'université de Grenoble et à l'université de Paris, puis les sciences politiques à la Sorbonne.
De 1968 à 1985, il occupe plusieurs postes au niveau ministériel au sein du gouvernement mauritanien, y compris celui de ministre des affaires étrangères et de la coopération et ministre du commerce et des transports. Il a également été ambassadeur de la Mauritanie en Belgique, au Luxembourg, aux Pays-Bas, auprès de l'Union européenne et aux États-Unis.  
Entre 1985 et 1993, Ould-Abdallah travaille comme conseiller auprès du Secrétaire général des Nations unies sur les questions liées à l'énergie, notamment dans le domaine des énergies renouvelables et sur les questions africaines. De 1993 à 1995, durant la première partie de la guerre civile burundaise, il est le Représentant spécial du Secrétaire général Boutros Boutros-Ghali au Burundi. Entre 1996 et 2002, il est Directeur exécutif de la Coalition Mondiale pour l'Afrique, un forum intergouvernemental basé à Washington et consacré aux questions africaines. En 2002, il est nommé par le Secrétaire général Kofi Annan, Représentant Spécial pour l'Afrique de l'Ouest et se retrouve à la tête du Bureau des Nations unies pour l'Afrique de l'Ouest (UNOWA).
De 2003 à 2007, Ould-Abdallah est à la fois Représentant spécial du Secrétaire général pour l'Afrique de l'Ouest et Président de la Commission mixte Cameroun-Nigéria. Dans cette fonction, il soutient avec succès le règlement pacifique du différend frontalier terrestre et maritime entre les deux pays.
En 2006, le secrétaire général des Nations unies, Kofi Annan, l’envoie comme Envoyé spécial pour une courte mission au Soudan pour clarifier l’accord avec le gouvernement soudanais sur la proposition d’une force conjointe de maintien de la paix entre les Nations unies et l’Union Africaine.
Ould-Abdallah a également été très actif dans le milieu des organisations non gouvernementales, il a travaillé avec des organisations telles que la Coalition mondiale pour l'Afrique et le Conseil mondial de l'avenir .

## Efforts de paix aux Nations unies
De septembre 2007 à juillet 2010, Ould-Abdallah exerce la fonction de représentant spécial pour le secrétaire général de l'ONU pour la Somalie.  Dans cette fonction, il agit comme médiateur dans les pourparlers de paix entre le gouvernement fédéral transitoire de Somalie, l'UTI (Union des tribunaux islamiques) et l'ARS (Alliance pour la Re-liberation de la Somalie), basée à Asmara, en Érythrée.
Il négocie avec succès un accord entre les deux parties. Connu sous le nom d' « accord de Djibouti » , cet accord est le premier du type à être signé sous l’auspice des Nations unies, sans le parrainage d'un pays en particulier. L'Union africaine, la Ligue des États arabes, l'Organisation de la conférence islamique, les États-Unis, l'Union européenne, le Royaume-Uni et la France sont cosignataires de l'accord. M.. Ould-Abdallah crée à cette période le renommé Comité de direction pour la Somalie, composé de l'Organisation des Nations unies, l’Union africaine et l’Autorité intergouvernementale pour le développement (IGAD).

## Distinctions
- Officier de l'ordre de Léopold II
- Commandeur de la Légion d'honneur

## Publications
- Ould-Abdallah, Ahmedou, Burundi on the Brink, 1993-95: A UN Special Envoy Reflects on Preventive Diplomacy, Washington: United States Institute of Peace Press, 2000  (ISBN 978-1-929223-00-8)
- Ould-Abdallah, Ahmedou, La Diplomatie Pyromane : Burundi, Rwanda, Somalie, Bosnie… : Entretiens avec Stephen Smith, Paris : Calmann-Levy, 1997  (ISBN 978-2-7021-2672-1)oui